# Андерссон, Харриет
Харриет Андерссон (швед. Harriet Andersson, род. 14 февраля 1932 года, Стокгольм, Швеция) — шведская актриса.

## Биография
Дебютировала в кино в 1949 году. Познакомилась с Ингмаром Бергманом в городском театре Мальмё в начале 1950-х годов. В 1953 году сыграла заглавную роль в его фильме «Лето с Моникой». В дальнейшем снялась ещё в девяти фильмах Бергмана. В целом участвовала более чем в 90 лентах. Одной из последних заметных работ в кино стала небольшая роль Глории в фильме Ларса фон Триера «Догвилль» (2003).
В театре исполняла роли в таких постановках как «Гамлет» Уильяма Шекспира, «Дон Жуан» Мольера, «Дикая утка» Генрика Ибсена, «Соната призраков» Стриндберга, «Шесть персонажей в поисках автора» Пиранделло, «Замок» Кафки и др.
В начале 1950-х встречалась с шведским актёром Пером Оскарссоном. Имела недолгие романтические отношения с Ингмаром Бергманом, а затем с актёром Гуннаром Хельстрёмом. Была замужем за другом детства Бертилем Вейфельдтом (1959—1964). В 1960 году родила дочь Петру, которую назвала в честь героини фильма «Улыбки летней ночи». В 1960-е годы встречалась с финским политиком, кинорежиссёром и продюсером Йорном Доннером, сыграла в нескольких его фильмах. В 1980—1982 годах была замужем за Бобо Хоканссоном.

## Избранная фильмография
- 1949 Две ступеньки через двор / Två trappor över gården, Ёста Вернер
- 1950 Пока город спит / Medan staden sover, Ларс-Эрик Чельгрен
- 1951 Разведённый / Frånskild, Густав Муландер по сценарию И.Бергмана
- 1953 Лето с Моникой / Sommaren med Monika И.Бергман
- 1953 Вечер шутов / Gycklarnas afton, И.Бергман
- 1954 Урок любви / En lektion i kärlek, И.Бергман
- 1955 Женские сны / Kvinnodröm, И.Бергман
- 1955 Улыбки летней ночи / Sommarnattens leende, И.Бергман
- 1956 Последняя пара, беги / Sista paret ut, Альф Шёберг по сценарию И.Бергмана
- 1957 Сюннёве Сульбаккен / Synnöve Solbakken, Гуннар Хелльстрём по роману Бьёрнстьерне Бьёрнсона
- 1961 Сквозь тусклое стекло / Såsom i en spegel, И.Бергман, номинация на премию БАФТА лучшей зарубежной актрисе
- 1963 Воскресенье в сентябре / En söndag i september, Йорн Доннер
- 1964 Обо всех этих женщинах / För att inte tala om alla dessa kvinnor, И.Бергман
- 1964 Любить / Att älska, Йорн Доннер, кубок Вольпи Венецианского МКФ за лучшую женскую роль
- 1964 Любовные пары / Älskande par, Май Сеттерлинг
- 1965 Чего не сделаешь для друзей / För vänskaps skull, Ханс Абрамсон
- 1965 Мост из лиан / Lianbron, Свен Нюквист
- 1965 Здесь начинается приключение / Här börjar äventyret, Йорн Доннер
- 1966 Смертельный роман / The Deadly Affair, Сидни Люмет
- 1967 Стимуляция / Stimulantia, Йорн Доннер
- 1967 Люди встречаются, и нежная музыка наполняет сердца / Människor möts och ljuv musik uppstår i hjärtat, Хеннинг Карлсен, премия Бодиль за лучшую женскую роль
- 1967 Поперечная балка / Tvärbalk, Йорн Доннер
- 1968 Девушки / Flickorna, Май Сеттерлинг
- 1968 Битва за Рим / Kampf um Rom, Роберт Сиодмак
- 1972 Шёпоты и крики / Viskningar och rop, И.Бергман, Давид ди Донателло, премия Золотой жук за лучшую женскую роль
- 1975 Белая стена / Den vita väggen, Стиг Бьоркман, премия Московского МКФ за лучшую женскую роль
- 1975 Монисмания 1995 / Monismanien 1995, Кенне Фант
- 1977 Сопливый щенок / Snorvalpen, Вильгот Шёман
- 1982 Фанни и Александр / Fanny och Alexander, И.Бергман
- 1986 Двое блаженных / De Två saliga, И.Бергман, телевизионный
- 1999 Хеппи-энд / Happy End, Кристина Улофсон, номинация на премию Золотой жук за лучшую женскую роль
- 2003 Догвиль / Dogville, Ларс фон Триер
- 2009 Между / Emellan, Туве Эстерлунд

## Признание
- Премия Аманда (1994,  Норвегия)